# Almena (Kansas)
Almena – miasto w Stanach Zjednoczonych, w stanie Kansas, w hrabstwie Norton.